# Miriam Frenken
Miriam Frenken (* 20. September 1984 in Düsseldorf) ist eine deutsche Kanutin.

## Karriere
Miriam Frenken trat im Kanurennsport erstmals 2000 in Erscheinung, als sie bei den Deutschen Meisterschaften in der Jugendklasse die Silbermedaille errang. 2003 erfolgte die Nominierung in die deutsche Kanurennsport-Nationalmannschaft. In den folgenden Jahren konnte sie mehrere Vize-Europameistertitel der U-23 für sich verbuchen. Ein Höhepunkt ihrer sportlichen Karriere war der Gewinn des Vize-Weltmeistertitels 1000 m K4 bei den Kanurennsport-Weltmeisterschaften 2006 in Ungarn, zusammen mit Carolin Leonhardt, Tanja Schuck und Silke Hörmann.
Ab 2007 startete Frenken auch in der Disziplin Kanumarathon. Neben mehreren Deutschen Meistertiteln in der Einer-Langdistanz gewann sie 2010 Gold beim Marathon-Weltcup im tschechischen Týn.
Der Heimatverein von Miriam Frenken ist der Wassersportverein Rheintreue Düsseldorf e.V.

## Erfolge
Deutsche Meisterin:
- 2010 K1 25 km Brandenburg
- 2009 K1 25 km Rheine
- 2008 K2 6000 m München
- 2007 K1 25 km Rheine
- 2006 K1 6000 m Brandenburg
- 2005 K1 1000 m, 6000 m Köln
- 2004 K2 1000 m, 6000 m München
- 2003 K4 1000 m Duisburg

Internationale Erfolge:
- 2010 Gold Weltcup 25 km K1 Tschechische Republik
- 2009 4. Platz Weltmeisterschaften 25 km K1 Portugal
- 2007 Bronze Europameisterschaften U23 K4 500 m Serbien
- 2006 Silber Europameisterschaften 1000 m K4 Tschechische Republik
- 2006 Silber Weltmeisterschaften 1000 m K4 Ungarn
- 2005 Silber Europameisterschaften U23 K4 500 m Bulgarien
- 2004 Silber Europameisterschaften U23 K1 1000 m Polen